# انجمن زبان ترک
انجمن زبان ترک (به ترکی استانبولی: Türk Dil Kurumu) نهاد تنظیم‌کننده رسمی زبان ترکی استانبولی است که در ۱۲ ژوئیه ۱۹۳۲ برابر با ۲۱ تیر ۱۳۱۱ در دوران ریاست جمهوری مصطفی کمال آتاترک در آنکارا بنیان نهاده شد. این سازمان به عنوان مرجع رسمی زبان ترکی استانبولی عمل کرده، در مورد این زبان پژوهش انجام می‌دهد و واژه‌نامه رسمی زبان را به نام Güncel Türkçe Sözlük منتشر می‌کند.

## واژه‌گزینی
یکی از هدف‌های این سازمان در آغاز، جایگزینی وام‌واژگان فارسی و عربی با برابرهای ترکی آن‌ها بود و توانست با ممنوعیت استفاده از وام‌واژگان در مطبوعات، چند صد کلمه خارجی را از زبان ترکی استانبولی حذف کند. این سازمان برای واژه‌سازی نه تنها از واژگان ترکی که در آناتولی به فراموشی سپرده شده بودند استفاده می‌کرد، بلکه شماری از واژگان ترکی باستان را که برای قرن‌ها بی‌کاربرد بودند، احیا کرد.
کار انجمن زبان ترک در چند دهه گذشته ایجاد واژگان تازه ترکی برای بیان مفاهیم و فناوری‌های نو بوده‌است. بسیاری از این واژه‌های جدید، به ویژه اصطلاحات فناوری اطلاعات، مورد استقبال گسترده مردم قرار گرفته‌اند. با این حال، این سازمان گاهی به دلیل ایجاد واژگانی که ساختگی و مصنوعی به نظر می‌رسند، مورد انتقاد قرار می‌گیرد. همچنین برخی از واژگان پیشنهادی - مانند bölem به جای fırka (به معنی «حزب سیاسی») - نتوانسته‌اند با اقبال عمومی روبرو شوند (fırka با وام‌واژه فرانسوی parti جایگزین شده‌است). برخی از کلمات احیاشده از ترکی باستان معنی ویژه‌ای گرفته‌اند؛ مثلاً betik که در اصل برای واژه «کتاب» پیشنهاد شده بود، امروزه به معنای زبان اجرانامه‌نویسی در علوم رایانه کاربرد دارد.